# 生神女庇護聖堂 (ネルリ河畔)

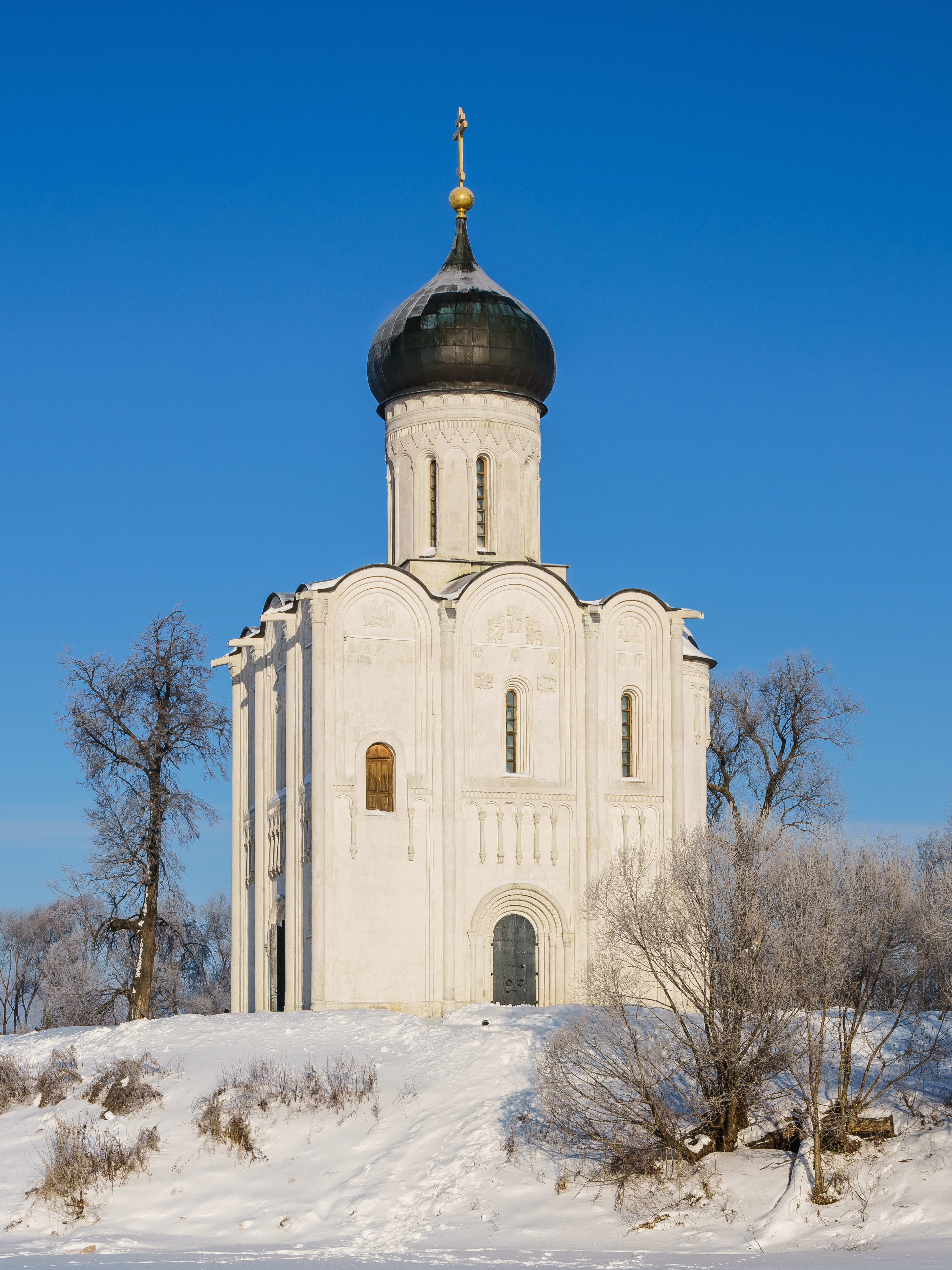
ネルリの生神女庇護聖堂

ネルリ川のほとりにある生神女庇護聖堂（ロシア語: Церковь Покрова на Нерли, Tserkov Pokrova na Nerli）は、中世ロシアの代表的正教会の聖堂であり、生神女庇護祭を記念している。ポクロフ聖堂、ポクロフ・ナ・ネルリ聖堂とも。
教会はボゴリュボヴォの、ネルリ川とクリャージマ川の合流点にあり、古都ウラジーミルの13キロ北東に位置する。
戦死した自身の息子を弔うためにアンドレイ・ボゴリュブスキーによって1165年に建築を依頼されたこの聖堂は、アンドレイの石造の城と回廊によって連結されていた。この建築物は白い石によって建てられ、1つのドームを持ち、内部には4つの柱がある。外見をよりスレンダーにみせるために意図的に建築面積を小さくしているため、奉神礼の実行にはやや狭くて暗い内部空間となっている。
長い年月にわたり、この記念碑的教会はボゴリュボヴォの宮殿を訪れる人々を迎え入れてきた。春には、かつてはこの地域は洪水に見舞われ、教会は洪水の水に浮かぶかのような姿を呈した。回廊は取り壊されドームの形は僅かに作り変えられたが、教会自体は手を付けられずに後世に残った。壁は今でも12世紀の彫刻によって覆われている。
1992年には、ウラジーミルとスーズダリの白亜の建造物群の一部としてユネスコの世界遺産に登録された。

## ギャラリー

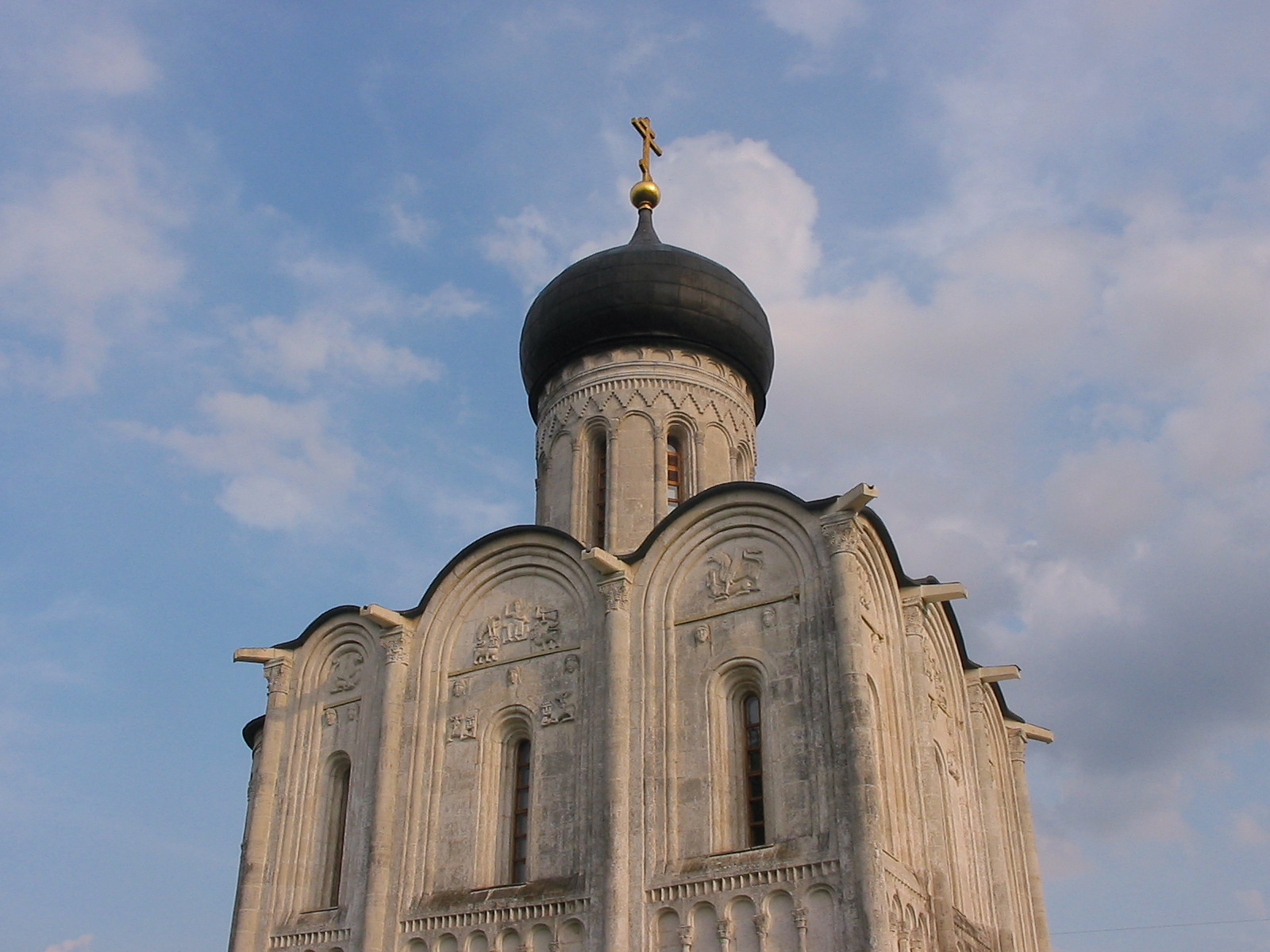
近景
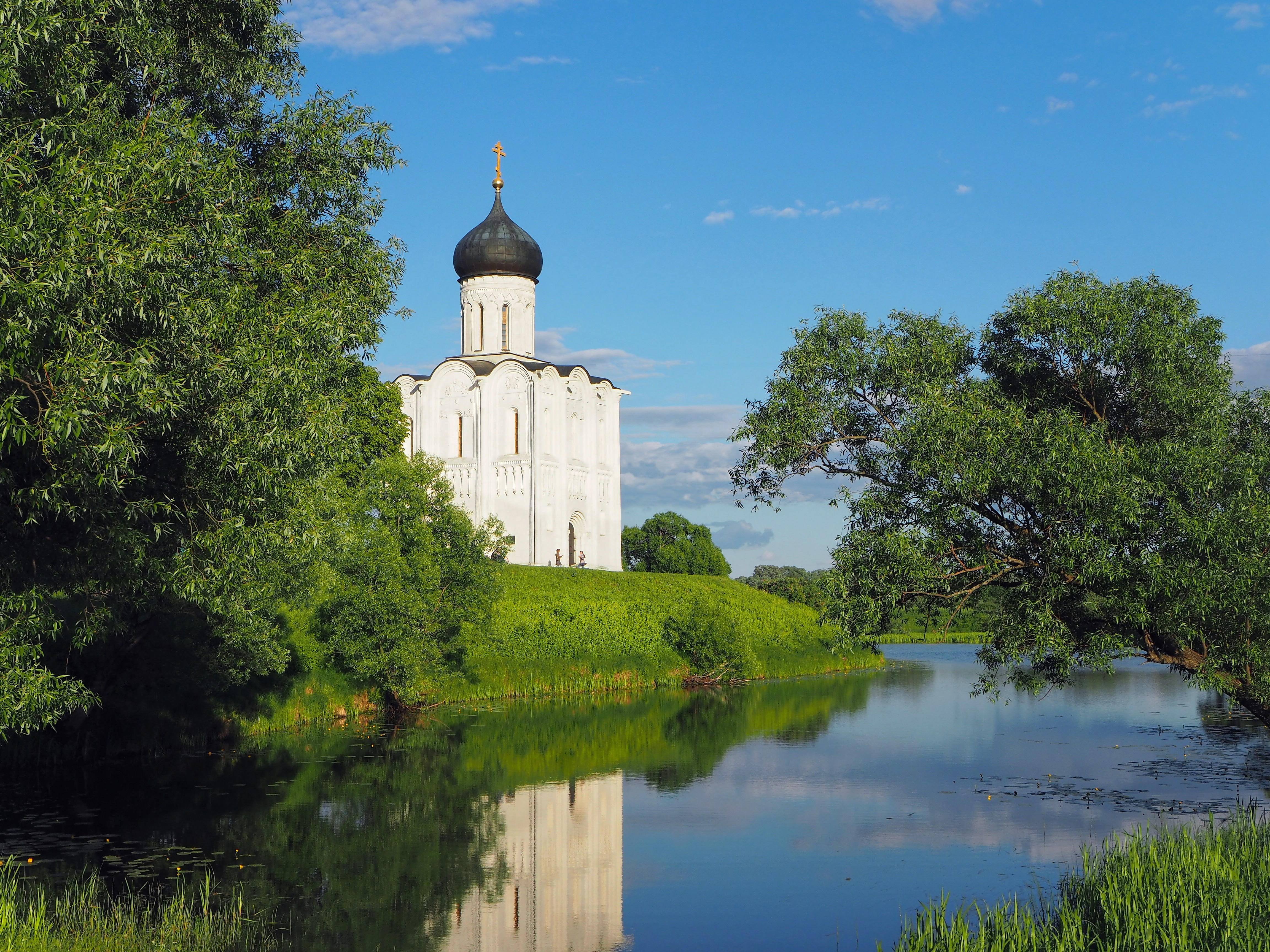
別の角度から
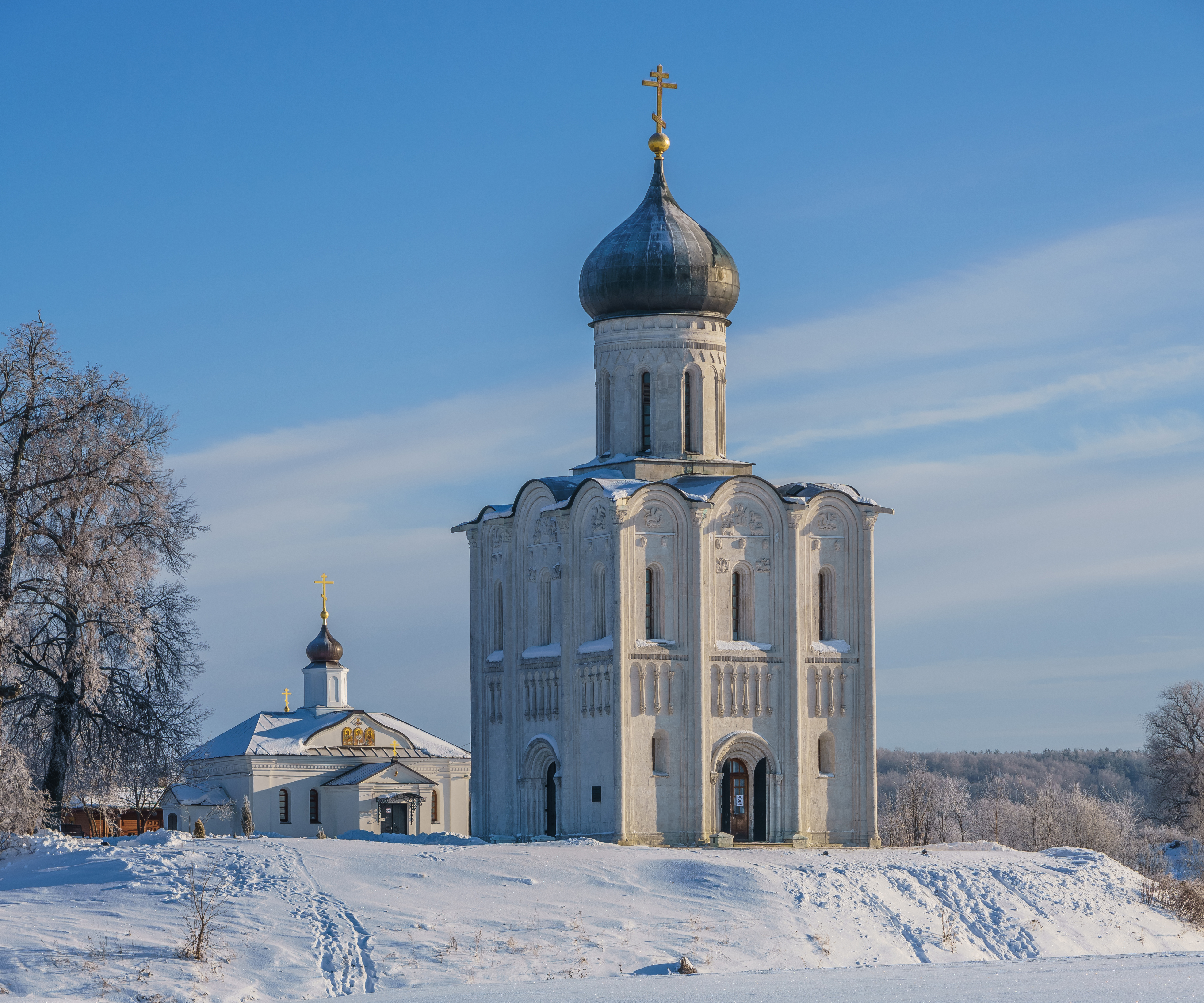
冬景色
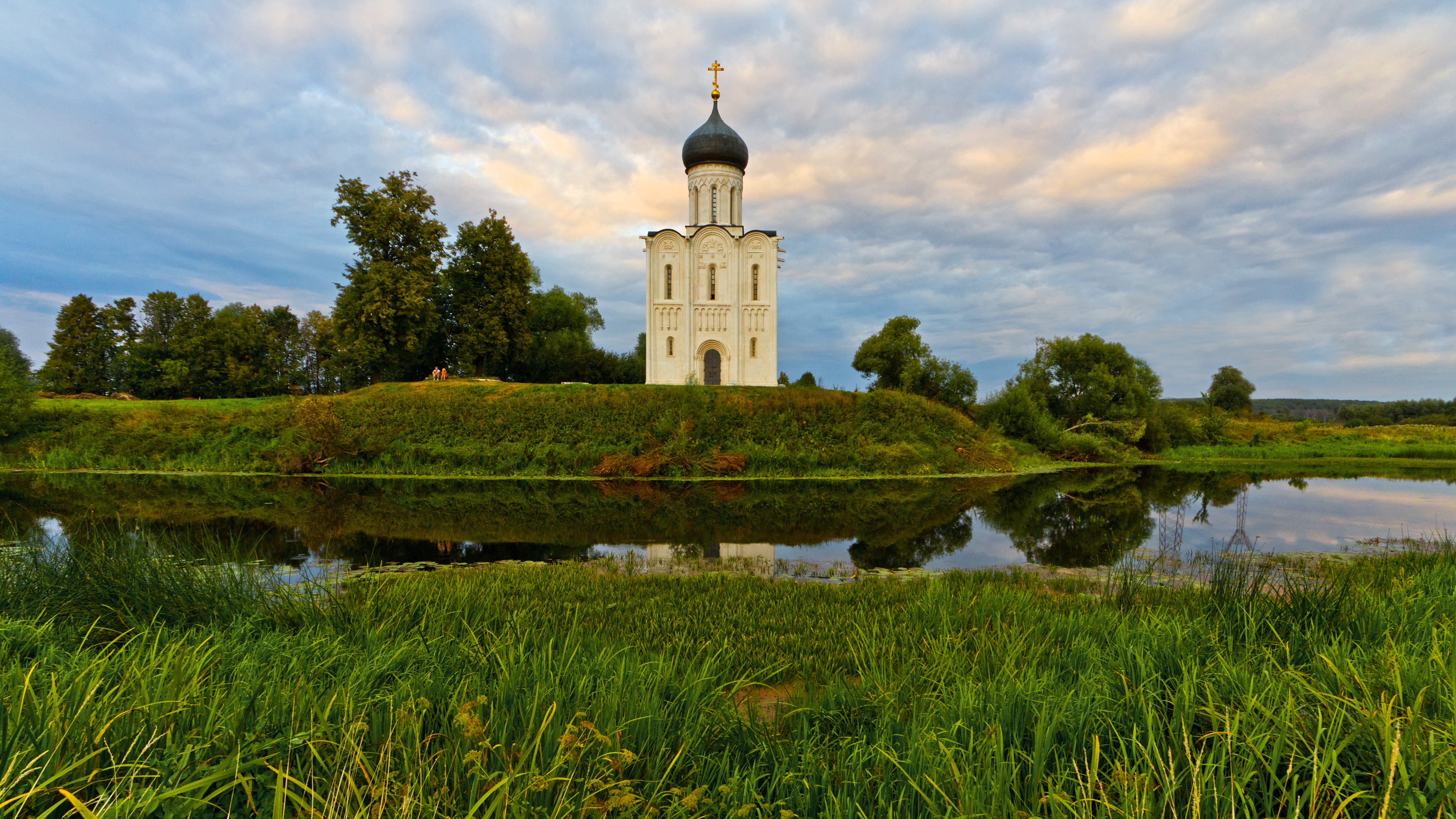
遠景